# IC 2584
IC 2584 ist eine linsenförmige Galaxie vom Hubble-Typ S0 im Sternbild Luftpumpe am Südsternhimmel. Sie ist schätzungsweise 104 Millionen Lichtjahre von der Milchstraße entfernt, hat einen Durchmesser von etwa 45.000 Lj und ist das hellste Mitglied des Antlia-Galaxienhaufens welcher wiederum dem Hydra-Centaurus-Superhaufen angehört. Gemeinsam  mit NGC 3260 und NGC 3273 die NGC 3273-Gruppe (LGG 200).
Im selben Himmelsareal befinden sich u. a. die Galaxien NGC 3267, NGC 3268, NGC 3269, IC 2587.
Das Objekt wurde am 1. Mai 1900 vom US-amerikanischen Astronomen DeLisle Stewart entdeckt.